# Urs Altermatt

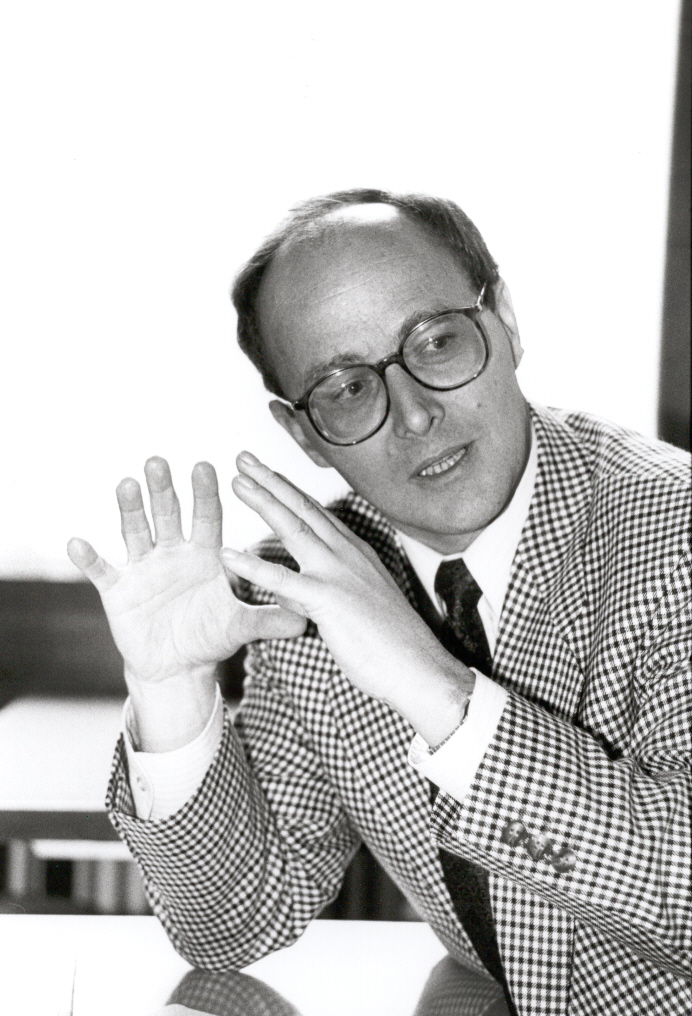
Urs Altermatt (1988)

Urs Altermatt (* 18. Juli 1942 in Biberist) ist ein Schweizer Historiker. Von 1980 bis 2010 war er ordentlicher Professor für Zeitgeschichte an der Universität Freiburg. Von 2003 bis 2007 amtierte er als Rektor dieser zweisprachigen Universität.

## Leben und Forschung
Altermatt schloss ein Studium der Geschichte, Soziologie und Politikwissenschaft in Bern, Freiburg und Berlin 1970 mit der Promotion zum Dr. phil. an der Universität Bern ab. Von 1973 bis 1980 war er Lektor an der Universität Bern, anschliessend Professor in Freiburg. Gastdozenturen und Forschungsaufenthalte führten ihn nach Harvard, Wien, Budapest, Krakau, Sarajevo, Sofia und Leuven.
Altermatts Forschungsschwerpunkte sind das politische System der Schweiz, Kultur, Religion und Gesellschaft sowie Minderheiten, Nationalismus, Antisemitismus und Rechtsextremismus.
2002 erschien unter dem Titel «Nation und Nationalismus in Europa. Kulturelle Konstruktion von Identitäten» eine Festschrift zu seinem 60. Geburtstag mit Beiträgen von Emil Brix, Erhard Busek, Moritz Csáky, Georg Kreis, Adam Michnik und anderen. Weitere Festschriften erschienen 2010 zur Emeritierung und 2017 zum 75. Geburtstag.
Altermatt gab 1991 das Standardwerk «Die Schweizer Bundesräte» heraus, das 2019 in einer Neufassung und 2023 in einer italienischen Übersetzung erschien. Er kommentierte die Bundesratswahlen fürs Schweizer Fernsehen.
Von 1990 bis 2000 war er für die Schweizer Kulturstiftung Pro Helvetia tätig. Er war Mitglied in der Kommission für Zeitgeschichte und im International Cultural Centre. Altermatt wurde von der Schweizer Regierung als Präsident der Jubiläumskommission für die 700-Jahr-Feier der Eidgenossenschaft eingesetzt. Er war im Beirat der Münchner Fachzeitschrift Historisches Jahrbuch, der Österreichischen Osthefte und der Zeitschrift für kirchliche Zeitgeschichte. Er war Chefredaktor der Zeitschrift für Schweizerische Kirchengeschichte. 1995 war er Koautor des Rechtsextremismusberichts für die Schweizer Regierung.
Altermatt gehört seit 1961 dem Schweizerischen Studentenverein an und ist Mitglied der GV Wikinger Immensee, AV Berchtoldia Bern sowie Ehrenphilister der AV Fryburgia und AKV Neu-Romania Freiburg. Dem Verband stand er 1968 als Centralpräsident vor. Zudem ist er Ehrenmitglied der KÖStV Babenberg Graz.
Mit seiner Frau lebt er in Solothurn, das Paar hat drei erwachsene Kinder.

## Schriften (Auswahl)
- Der Weg der Schweizer Katholiken ins Ghetto. Die Entstehungsgeschichte der nationalen Volksorganisationen im Schweizer Katholizismus 1848–1919. Benziger, Zürich 1972, ISBN 3-545-25031-8 (3. überarbeitete Auflage. (= Religion, Politik, Gesellschaft in der Schweiz. Bd. 13)). Universitäts-Verlag, Freiburg 1995, ISBN 3-7278-0968-X, zugleich: Bern, Diss., 1970: Der lange Weg der Schweizer Katholiken zu nationalen Volksorganisationen.
- Katholizismus und Moderne. Zur Sozial- und Mentalitätsgeschichte der Schweizer Katholiken im 19. und 20. Jahrhundert. Benziger, Zürich 1989, ISBN 3-545-25076-8.
- als Herausgeber: Die Schweizer Bundesräte. Ein biographisches Lexikon. Artemis und Winkler, Zürich 1991, ISBN 3-7608-0702-X; aktualisierte Neuausgabe: Das Bundesratslexikon. NZZ Libro, Zürich 2019, ISBN 978-3-03810-218-2 (Vorschau).
- als Herausgeber mit Hanspeter Kriesi: Rechtsextremismus in der Schweiz. Organisationen und Radikalisierung in den 1980er und 1990er Jahren. Verlag Neue Zürcher Zeitung, Zürich 1995, ISBN 3-85823-562-8.
- Das Fanal von Sarajevo. Ethnonationalismus in Europa. Schöningh, Paderborn 1996, ISBN 3-506-70406-0.
- als Herausgeber mit Emil Brix: Schweiz und Österreich. Eine Nachbarschaft in Mitteleuropa (= Buchreihe des Institutes für den Donauraum und Mitteleuropa. Bd. 1). Böhlau, Wien 1996, ISBN 3-205-98340-8.
- Nation, Ethnizität und Staat in Mitteleuropa (= Buchreihe des Institutes für den Donauraum und Mitteleuropa. Bd. 4). Böhlau, Wien 1996, ISBN 3-205-98544-3.
- Sprache und Nation (= Freiburger Universitätsreden. NF Bd. 53). Vortrag anlässlich des Dies academicus 1996. Universitäts-Verlag, Freiburg 1997, ISBN 3-7278-1118-8.
- Katholizismus und Antisemitismus. Mentalitäten, Kontinuitäten, Ambivalenzen. Zur Kulturgeschichte der Schweiz 1918–1945.[5] Huber, Frauenfeld 1999, ISBN 3-7193-1160-0.
- als Herausgeber: Katholische Denk- und Lebenswelten. Beiträge zur Kultur- und Sozialgeschichte des Schweizer Katholizismus im 20. Jahrhundert. Academic Press, Freiburg 2003, ISBN 3-7278-1427-6.
- Die Universität Freiburg auf der Suche nach Identität. Essays zur Kultur- und Sozialgeschichte der Universität Freiburg im 19. und 20. Jahrhundert. Academic Press, Freiburg 2009, ISBN 978-3-7278-1600-0 (= Religion, Politik, Gesellschaft in der Schweiz, Band 50).
- Das historische Dilemma der CVP: zwischen katholischem Milieu und bürgerlicher Mittepartei. Hier + Jetzt, Baden 2012, ISBN 978-3-03919-254-0.
- als Herausgeber: Studien zur Zeitgeschichte. Huber Verlag, Publikationsreihe seit 2001.